# Ruhrbahn
Ruhrbahn – przedsiębiorstwo zajmujące się transportem publicznym w miastach Essen i Mülheim an der Ruhr, w Nadrenii Północnej-Westfalii, w Niemczech. Zostało utworzone w 2017 r. z połączenia Essener Verkehrs-AG (EVAG) i Mülheimer Verkehrsgesellschaft (MVG). Główna siedziba znajduje się przy Zweigertstraße 34 w Essen. Należy do Verkehrsverbund Rhein-Ruhr.
Według stanu z 31 grudnia 2023 r. Ruhrbahn obsługiwał linie autobusowe o całkowitej długości 976,59 km oraz tramwajowe i Stadtbahnu o całkowitej długości 187,88 km. Dysponował wtedy 283 autobusami i 166 tramwajami, które w ciągu roku przewiozły 112 329 000 pasażerów.

## Historia
Nazwę Ruhrbahn zastrzeżono jako znak towarowy w sierpniu 2016. 14 lipca 2017 r. w siedzibie EVAG w Essen, burmistrz Mülheim Ulrich Scholten i burmistrz Essen Thomas Kufen podpisali umowy dotyczące powołania wspólnego przedsiębiorstwa transportowego. Fuzja weszła w życie w dniu 1 września 2017 r. Ruhrbahn GmbH została wpisana do rejestru handlowego w Sądzie Rejonowym w Essen w dniu 7 sierpnia 2017 r. pod numerem HRB 28361.
EVAG i MVG były udziałowcami Via Verkehrsgesellschaft obok Duisburger Verkehrsgesellschaft (DVG). Duisburg wycofał się z tego wspólnego przedsięwzięcia w dniu 31 grudnia 2016 r. Miasta Essen i Mülheim pozostające udziałowcami VIA postanowiły kontynuować działalność VIA w innej formie i połączyć EVAG i MVG w nowe, wspólne przedsiębiorstwo. W pierwszym kroku VIA została połączona z EVAG, a cały personel i aktywa pozostające w VIA po oddzieleniu się od DVG zostały przeniesione do EVAG. W drugim kroku EVAG (Essener Verkehrs-Aktien-Gesellschaft) została przekształcona w spółkę z ograniczoną odpowiedzialnością o nazwie Ruhrbahn, w której MVG posiada 25% udziałów.
W ramach tej operacji MVG wniosło wszystkie zasoby wymagane do prowadzenia działalności w zakresie transportu publicznego (personel, pojazdy, zasoby operacyjne) do nowej spółki.

## Struktura organizacyjna
Stan z 10 czerwca 2024 r.

### Zarząd
- Przewodniczący: Michael Feller i Ahmet Avsar

### Rada nadzorcza
- Przewodniczący: Ulrich Beul

- Ahmet Avsar
- Christian Boden
- Hermann Dumke
- Rolf Fliß
- Dr. Stefan Hochstadt
- Dirk Hoffmann
- Dennis Kurz
- Joelle Lockmann
- Walburga Ludwig-Nikodem
- Ulrich Malburg
- Frank Mendack
- Simone Raskob
- Dr. Siegfried Rauhut
- Martina Schürmann
- Dirk Seibel
- Timo Spors
- Selim Yildiz
- Severin Brinkhaus
- Ingo Vogel